# Diocophora duplexseta
Diocophora duplexseta är en tvåvingeart som beskrevs av Ronald Henry Lambert Disney 2008. Diocophora duplexseta ingår i släktet Diocophora och familjen puckelflugor.
Artens utbredningsområde är Panama. Inga underarter finns listade i Catalogue of Life.